# Тајхвиц
Тајхвиц (њем. Teichwitz) општина је у њемачкој савезној држави Тирингија. Једно је од 61 општинског средишта округа Грајц. Према процјени из 2010. у општини је живјело 115 становника. Посједује регионалну шифру (AGS) 16076074.

## Географски и демографски подаци
Тајхвиц се налази у савезној држави Тирингија у округу Грајц. Општина се налази на надморској висини од 331 метра. Површина општине износи 3,1 km². У самом мјесту је, према процјени из 2010. године, живјело 115 становника. Просјечна густина становништва износи 38 становника/km².

## Међународна сарадња
| Мјесто  | Држава    | Врста сарадње | Од    |
| ------- | --------- | ------------- | ----- |
| Мезетир | Мађарска  | пријатељство  | 1996. |
|         | Француска | контакт       | 2000. |
| Извор   |           |               |       |